# Гердень
Гердень, Гедрус (?—1267) — Нальшанський князь. Відомий як посередник при укладанні миру між Ригою та Полоцьким князівством.

## Біографія
Походив з Нальшанських князів. В надійних джерелах з'являється у середині 1260-х років. А саме 28 грудня 1263 або 1264 його ім'я значиться у договорі між лівонським магістром та містом Рига з одного боку і Полоцьким та Вітебським князівствами з іншого. Цим договором підтверджувався укладений раніше мир між німцями та полоцьким князем Констянтином, були урегульовані територіальні суперечки, що виникли унаслідок війни, яка відбувалась на початку 1260-х років, та закріплені принципи ведення взаємної торгівлі. Зокрема, білоруським купцям дозволялось вести торгівлю у Ризі та на Готланді.
На основі цього договору низка дослідників вважали Герденя полоцьким князем. Проте у договорі про це не зазначається і до того ж відомо щонайменше про двох князів, які правили у Полоцьку в середині 1260-х років — Костянтина та Ізяслава.
Подальше князювання Герденя пройшло у запеклій боротьбі проти Довмонта Псковського, який теж був родом із Нальшан. Вороже ставлення останнього до Герденя ймовірно було спричинене тим, що великий князь литовський Войшелк напередодні передав Нальшанську область в управління Герденю.
У 1266 році Довмонт на чолі з 270 псковичів спустошив володіння Герденя та захопив у полон його дружину Євпраксію (свою тітку) та двох синів Герденя. У відповідь на це Гердень спільно з іншими князями зібрав 700 дружинників та вирушив у погоню. Довмонт відправив 180 осіб з полоном у Псков, а з рештою воїнів організував засідку. 18 червня 1266 року, після того, як сили Герденя переправились на правий берег Двіни, біля села Гойди загін Довмонта напав на нього і вщент розгромив. Герденю з невеликою дружиною вдалось врятуватись.
Зимою 1266—1267 років Довмонт знову ходив походом на Литву, результати якого невідомі. Вже літом того ж року був організований новий набіг, до котрого крім псковичів долучились і новгородці. Під час нього за нез'ясованих обставин Гердень загинув.
Традиція вважає Герденя першим князем з династії Гедройців і засновником міста Гедройці.

## Сім'я та діти
Дружина: Євпраксія невідомого походження.

Діти:
- Андрій Герденевич (?—1323) — тверський єпископ (1289—1316).
- N син